# Хуан Пабло Сорін
Хуан Пабло Сорін (ісп. Juan Pablo Sorín, нар. 5 травня 1976, Буенос-Айрес) — колишній аргентинський футболіст, захисник.

## Клубна кар'єра
У дорослому футболі дебютував 1994 року виступами за «Аргентинос Хуніорс», в якому провів один сезон, взявши участь у 20 матчах чемпіонату.
Протягом сезону 1995—1996 років захищав кольори «Ювентуса».
Своєю грою за останню команду привернув увагу представників тренерського штабу клубу «Рівер Плейт», до складу якого приєднався 1996 року. Відіграв за команду з Буенос-Айреса наступні чотири сезони своєї ігрової кар'єри. За цей час тричі виборював титул чемпіона Аргентини.
2000 року Сорін перейшов до складу «Крузейру», в якому грав до 2002 року, після чого став виступати в європейських клубах «Лаціо», «Барселона» та «Парі Сен-Жермен» на правах оренди.
Згодом, з 2004 по 2008 рік, грав у складі «Вільярреала» та «Гамбурга».
Завершив професійну ігрову кар'єру у клубі «Крузейру», у складі якого вже виступав раніше. Вдруге Хуан Пабло прийшов до команди 2008 року і захищав її кольори до припинення виступів на професійному рівні у 2009 році.

## Виступи за збірну
1998 року дебютував в офіційних матчах у складі національної збірної Аргентини. Протягом кар'єри у національній команді, яка тривала 9 років, провів у формі головної команди країни 76 матчів, забивши 12 голів.
У складі збірної був учасником розіграшу Кубка Америки 1999 року у Прагваї, чемпіонату світу 2002 року в Японії і Південній Кореї, розіграшу Кубка Америки 2004 року у Перу, де разом з командою здобув «срібло», розіграшу Кубка Конфедерацій 2005 року у Німеччині, де разом з командою здобув «срібло», та чемпіонату світу 2006 року у Німеччині.

## Титули і досягнення
- Чемпіон Аргентини: 1996, 1997, 1997, 1999
- Володар Кубка Бразилії: 2000
- Володар Кубка Франції: 2003-04
- Володар Кубка Лібертадорес: 1996
- Володар Суперкубка Лібертадорес: 1997
- Чемпіон світу (U-20): 1995
- Переможець Панамериканських ігор: 1995
- Срібний призер Кубка Америки: 2004